# Into the Wild - Nelle terre selvagge
Into the Wild - Nelle terre selvagge (Into the Wild) è un film del 2007 scritto e diretto da Sean Penn, basato sul libro di Jon Krakauer Nelle terre estreme, in cui viene raccontata la storia vera di Christopher McCandless, un giovane proveniente dalla Virginia Occidentale che subito dopo la laurea abbandonò la famiglia e intraprese un lungo viaggio di due anni attraverso gli Stati Uniti, fino a raggiungere le terre sconfinate dell'Alaska.
Protagonista della pellicola è l'attore californiano Emile Hirsch, che per la sua drammatica interpretazione ha vinto il premio come migliore attore dal National Board of Review. La colonna sonora del film è stata composta da Michael Brook, con canzoni di Eddie Vedder. Il brano Guaranteed ha vinto il Golden Globe per la miglior canzone originale.
Il libro è stato pubblicato negli Stati Uniti nel 1996, e in Italia è stato distribuito dalla Rizzoli nel 1997. Il romanzo è stato poi riedito da Corbaccio in concomitanza con l'uscita del film. Il film è uscito il 21 settembre 2007 negli Stati Uniti, in Italia il 25 gennaio 2008 dopo essere stato presentato alla Festa Internazionale di Roma il 20 ottobre 2007, aggiudicandosi il Premio Fastweb nella sezione Première.

## Trama
Christopher Johnson McCandless è un ventiquattrenne americano proveniente da una famiglia benestante che, subito dopo la laurea in scienze sociali all'Università Emory nel 1990, decide di donare all'Oxfam il denaro che i suoi genitori gli avevano fornito per continuare gli studi e di abbandonare amici e famiglia per sfuggire ad una società consumista e capitalista nella quale non riesce più a vivere. La sua inquietudine, in parte dovuta al cattivo rapporto con la famiglia e in parte alle letture di autori anticonformisti come Thoreau e London, lo porta a viaggiare a piedi per due anni negli Stati Uniti e nel Messico del nord, sotto lo pseudonimo di Alexander Supertramp.
Durante il suo lungo viaggio verso l'Alaska incontrerà sulla sua strada diversi personaggi: Jan e Rainey, una coppia hippie, Wayne Westerberg, un giovane trebbiatore del Dakota del Sud, Mads e Sonja, una coppia di giovani campeggiatori danesi, Tracy, una giovane cantautrice hippie, e Ron, un anziano e scontroso veterano chiuso nei suoi ricordi; tutti personaggi a cui cambierà la vita con il suo messaggio di libertà e amore fraterno e dai quali riceverà la formazione necessaria per affrontare le immense terre dell'Alaska. Arrivato a destinazione, trova la natura selvaggia ed incontaminata che, con il passare del tempo, lo porta ad uno stato di felicità interiore, da cui viene pervaso.
In Alaska, Christopher vive cibandosi di selvaggina e bacche e dormendo in un vecchio autobus abbandonato. Dopo non essere riuscito a evitare che la carne di un alce che aveva cacciato venisse consumata dagli insetti perché lasciata incustodita, sarà proprio una bacca ad ucciderlo lentamente: Chris, divorato dalla fame, mangia i velenosi frutti di una pianta selvatica, erroneamente scambiati per commestibili, che gli causeranno, dopo pochi giorni, la morte. Durante la lunga agonia, in cui non riesce a cercare aiuto essendo completamente isolato, scriverà su uno dei libri che era solito leggere "Happiness only real when shared", cioè "la felicità è autentica solo se condivisa".

## Produzione
(Christopher McCandless)
Dopo aver letto il libro di Krakauer, Sean Penn si innamorò della storia di Christopher McCandless e si mobilitò per ottenerne i diritti cinematografici, tuttavia la famiglia McCandless si dimostrò dubbiosa nel portare la storia di Chris sul grande schermo. Il regista non si arrese, ma dovette aspettare quasi dieci anni, durante i quali continuò a mantenere i contatti con i genitori e la sorella di Chris, iniziando al contempo ad abbozzare una sceneggiatura pensando a Leonardo DiCaprio per il ruolo da protagonista e Marlon Brando per la parte di Ron Franz. Si documentò ripercorrendo l'itinerario percorso da Chris e parlando con le persone che avevano avuto modo di conoscerlo.
Quando ormai stava perdendo le speranze, finalmente giunse il consenso dalla famiglia McCandless e si poté dare il via alla produzione. Si prevedeva un budget di 15 milioni di dollari, finanziati dal noto produttore Art Linson e da William Pohlad, quest'ultimo già produttore de I segreti di Brokeback Mountain.
La produzione fu avviata nel 2006, Penn andò alla ricerca di collaboratori di tutto rispetto. Per la fotografia si affidò ad Éric Gautier, di cui aveva apprezzato il lavoro nel film di Walter Salles I diari della motocicletta: vista l'importanza degli esterni, si affidò al lavoro del fotografo francese il cui compito era di valorizzare i paesaggi facendoli diventare parte integrante della storia. Nonostante le riprese del film fossero prevalentemente all'aperto, molta importanza avevano le scenografie, così Penn si affidò all'architetto-scenografo Derek R. Hill, con il quale aveva già lavorato per i suoi film Lupo solitario e 3 giorni per la verità. A Hill fu affidato il compito di fare sopralluoghi e ricerche logistiche, al fine di trovare i luoghi più adatti per le riprese.
La scelta dei costumi fu affidata a Mary Claire Hannan, che dovette creare il guardaroba per Emile Hirsch trasformando il personaggio di Chris, da ragazzo di buona famiglia, in un vero e proprio "vagabondo": ogni abito doveva rappresentare il viaggio e l'avventura di Chris, dai jeans logori fino all'equipaggiamento, compreso il parka per proteggersi dal freddo. Parte del lavoro di Hannan è inoltre stato incentrato sulla creazione degli elementi chiave che rappresentassero al meglio i personaggi incontrati da Chris, dall'eleganza della borghesia di Atlanta alla ruvidezza degli agricoltori del Dakota del Sud, fino ai colorati abiti delle comunità hippie.
L'intera troupe dovette affrontare otto mesi di duro lavoro, dovendo fronteggiare le condizioni più estreme: il caldo soffocante del deserto del Nevada, le nevi del Monte McKinley e le rapide del fiume Colorado. Tecnici ed attori hanno affrontato una lavorazione on the road in cui hanno ripercorso ogni tappa toccata da McCandless, toccando 36 location e 4 sessioni di riprese in Alaska, più precisamente a Fairbanks e nel Parco nazionale del Denali. Tra le altre località toccate dalla produzione vi sono varie località in Oregon, Nevada, Arizona e Dakota del Sud; in California sono state effettuate riprese a Slab City, un campo costituito da camper dove nei pressi sorge la Salvation Mountain di Leonard Knight. Knight e Jim Gallien sono due personaggi che hanno avuto modo di conoscere il vero Christopher durante la sua avventura, entrambi appaiono in un cameo durante il film nella parte di sé stessi.
Per non mancare di rispetto a Chris e alla sua famiglia il Magic Bus, il vecchio autobus della Fairbanks Transit System risalente agli anni quaranta dove McCandless visse i suoi ultimi giorni, fu interamente ricostruito nei più minimi dettagli, dagli utensili fino alle scritte sul soffitto realizzate da Chris, il tutto grazie al sopralluogo avvenuto al vero Magic Bus che si trovava in Alaska. Impegnative sono state le riprese sulle rapide del fiume Colorado, anche a causa della difficoltà di ottenere i permessi: Penn infatti aveva intenzione di girare fra gli strati superiori del Grand Canyon, ma gli è stato impossibile. Terminate le riprese Penn si prese un periodo di riposo, affidando il materiale girato all'amico e collaboratore Jay Cassidy per assemblare il tutto.

## Cast

### Il protagonista
(Emile Hirsch)

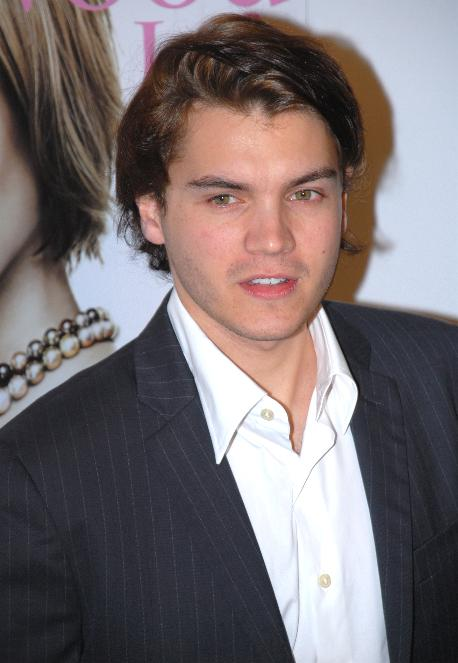
Emile Hirsch

Penn ha scelto l'attore californiano Emile Hirsch per la parte di Chris dopo averlo visto nel film di Catherine Hardwicke Lords of Dogtown. Hirsch ha iniziato la sua carriera con produzioni televisive e ha debuttato cinematograficamente nel 2002 con The Dangerous Lives of Altar Boys; dopo essersi fatto notare nel film di Nick Cassavetes Alpha Dog, gli è stata offerta dal regista un'occasione importante per mettersi alla prova. Penn, per essere sicuro di aver fatto la scelta giusta, ha frequentato il giovane attore per oltre quattro mesi, per essere certo che Hirsch fosse in grado di affrontare una prova intensa sia a livello psicologico che fisico. Già magro di costituzione, ha iniziato le riprese del film in uno stato di semi-denutrizione perdendo 20 chili e arrivando a pesare soli 52 chili, per girare le scene finali ambientate in Alaska. Hirsch ha affrontato diverse prove, dalla scalata di cime innevate fino alla discesa delle rapide in kayak, senza l'ausilio di stuntmen.
All'attore sono stati affiancati dei veri cacciatori per insegnargli la tecnica da utilizzare nella scena in cui Chris deve uccidere un alce e scuoiarne la carcassa. Durante gli otto mesi di riprese Hirsh si è calato totalmente nella parte di Chris, tanto da rinunciare alla sua vita privata ed evitando persino di festeggiare il suo 21º compleanno, mettendosi completamente nelle mani del regista, il quale gli ha fatto affrontare prove estenuanti: a detta di Sean Penn solo il giovane protagonista di Va' e vedi del russo Elem Klimov dovette affrontare prove più ardue. Il giovane attore ha avuto modo di incontrare persone e visitare luoghi a lui finora sconosciuti. Per la sua interpretazione egli ha avuto recensioni lusinghiere da critici e addetti ai lavori, tanto da guadagnarsi diversi premi tra cui il National Board of Review Awards 2007.

### Altri interpreti
Per il ruolo dei borghesi genitori di Chris, Walt e Billie McCandless, sono stati scelti i premi Oscar William Hurt e Marcia Gay Harden (quest'ultima aveva già lavorato con Penn nel film di Clint Eastwood Mystic River). Il ruolo della sorella Carine, voce narrante del film, è stato affidato a Jena Malone, attrice con un curriculum nel cinema indipendente. La Malone per prepararsi al meglio per la parte ha incontrato la vera Carine McCandless, per carpire ogni sfumatura del legame tra fratello e sorella; ha inoltre lavorato al fianco della poetessa Sharon Olds, che l'ha aiutata ad affinare il tono della voce in modo da renderla il più intensa possibile.
Per interpretare la coppia hippie incontrata da Chris durante il suo viaggio, Penn ha scelto la due volte candidata all'Oscar Catherine Keener per dar vita al ruolo di Jan Burres, donna che vaga per gli Stati Uniti assieme al compagno vivendo con il peso dell'abbandono del figlio. Per interpretare il suo partner Rainey, Penn ha scelto Brian Dierker: egli in realtà non è un attore professionista, bensì un esperto di rafting e conoscitore del Grand Canyon che era stato assunto come consulente per le riprese in acqua; fu proprio Penn a convincerlo a debuttare come attore. Per la parte del solitario e scontroso veterano Ron Franz è stato scelto un attore cinematografico e teatrale di gran calibro: Hal Holbrook, candidato nel 2008 all'Oscar come miglior attore non protagonista proprio per questo film.
Il trebbiatore Wayne Westerberg è stato interpretato da Vince Vaughn, attore noto per la sua partecipazione a commedie di successo e per appartenere al filone del Frat Pack. Il vero Wayne Westerberg è stato assunto da Sean Penn come consulente ed autista durante la lavorazione del film. Per interpretare la giovane ed anticonformista cantautrice Tracy inizialmente era stata contattata l'attrice Daveigh Chase, ma in seguito venne scelta Kristen Stewart, diventata nota come protagonista dei film tratti dalla serie di romanzi Twilight. In brevi ruoli appaiono il comico Zach Galifianakis e il musicista Steven Wiig.

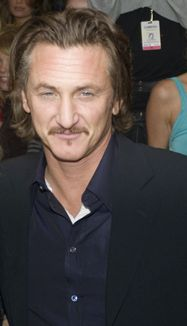
Sean Penn

### Il regista
Into the Wild è la quarta regia cinematografica dell'attore californiano Sean Penn, carriera iniziata dirigendo i film Lupo solitario e 3 giorni per la verità. Verso la fine degli anni novanta si trovava in una libreria di Brentwood quando casualmente scoprì il libro di Krakauer: attirato dalla copertina in breve tempo si appassionò alla storia di Chris tanto da mobilitarsi per ottenerne i diritti, che gli furono negati dalla famiglia McCandless. Ma l'attore/regista non si perse d'animo e aspettò, dirigendo nel frattempo il suo terzo film La promessa e continuando parallelamente ad occuparsi del suo progetto di portare la storia di McCandless sul grande schermo. Si documentò e raccolse varie testimonianze di persone che avevano conosciuto il ragazzo, inoltre instaurò un rapporto assiduo con la sorella di Chris, che lo aiutò fornendogli i suoi diari e i suoi ricordi.
Quando infine riuscì a ottenere i diritti per la realizzazione della pellicola, Penn ne curò anche la sceneggiatura, un lavoro lodato dalla critica che ne rilevò una maggiore maturità rispetto ai suoi precedenti film da regista.

Nel film appare in immagini di repertorio l'allora Presidente degli Stati Uniti George H. W. Bush: Penn ha da sempre una posizione critica verso l'establishment, tanto da schierarsi esplicitamente contro l'amministrazione di George W. Bush, e realizzare un film velatamente politico in cui dipinge un ritratto della società americana dedita al consumismo e priva di ideali. In un'intervista egli cita il cantautore Bruce Springsteen che un giorno gli disse:

## Analisi del film
Il regista riesce a raccontare con estrema semplicità la storia di un ragazzo alla ricerca di se stesso raccontandone i sogni, l'inquietudine e gli errori, realizzando un road movie in cui racconta con sensibilità la storia di Chris, senza farlo apparire come un martire o un eroe moderno ma raccontando semplicemente il suo viaggio verso una libertà estrema. Penn porta sul grande schermo la storia senza un ordine cronologico ma avvalendosi dell'uso dei flashback, tra presente e passato, come pezzi di un puzzle che ritraggono lo spaccato di vita di un giovane uomo. Egli non si limita però a ripercorrere l'avventura on the road di Chris, bensì scava nel profondo analizzando anche i suoi rapporti con la famiglia e la società. Grazie anche ad un'intensa fotografia, il regista riesce ad esaltare la bellezza di molti paesaggi naturali incontaminati, giocando con i contrasti tra natura e civiltà.
Il film si suddivide in 5 capitoli, come se il viaggio rappresentasse una nuova vita:
- Capitolo 1 - La mia nascita
- Capitolo 2 - L'adolescenza
- Capitolo 3 - L'età adulta
- Capitolo 4 - La famiglia
- Capitolo 5 - La conquista della saggezza

La voce narrante della sorella di McCandless, Carine, racconta la vita di Chris prima della sua laurea e del suo viaggio, mentre la voce narrante dello stesso McCandless riferisce i suoi pensieri allo spettatore, fornendo citazioni letterarie e gli scritti del suo rapporto epistolare con Wayne Westerberg, il tutto con frasi che vengono sovrapposte alle immagini del film come se lo schermo fosse una tela o un diario. Il film si chiude con l'immagine reale di Christopher McCandless nel celebre autoscatto che lo raffigura appoggiato al Magic Bus, unico fotogramma che documenta la sua presenza in Alaska.

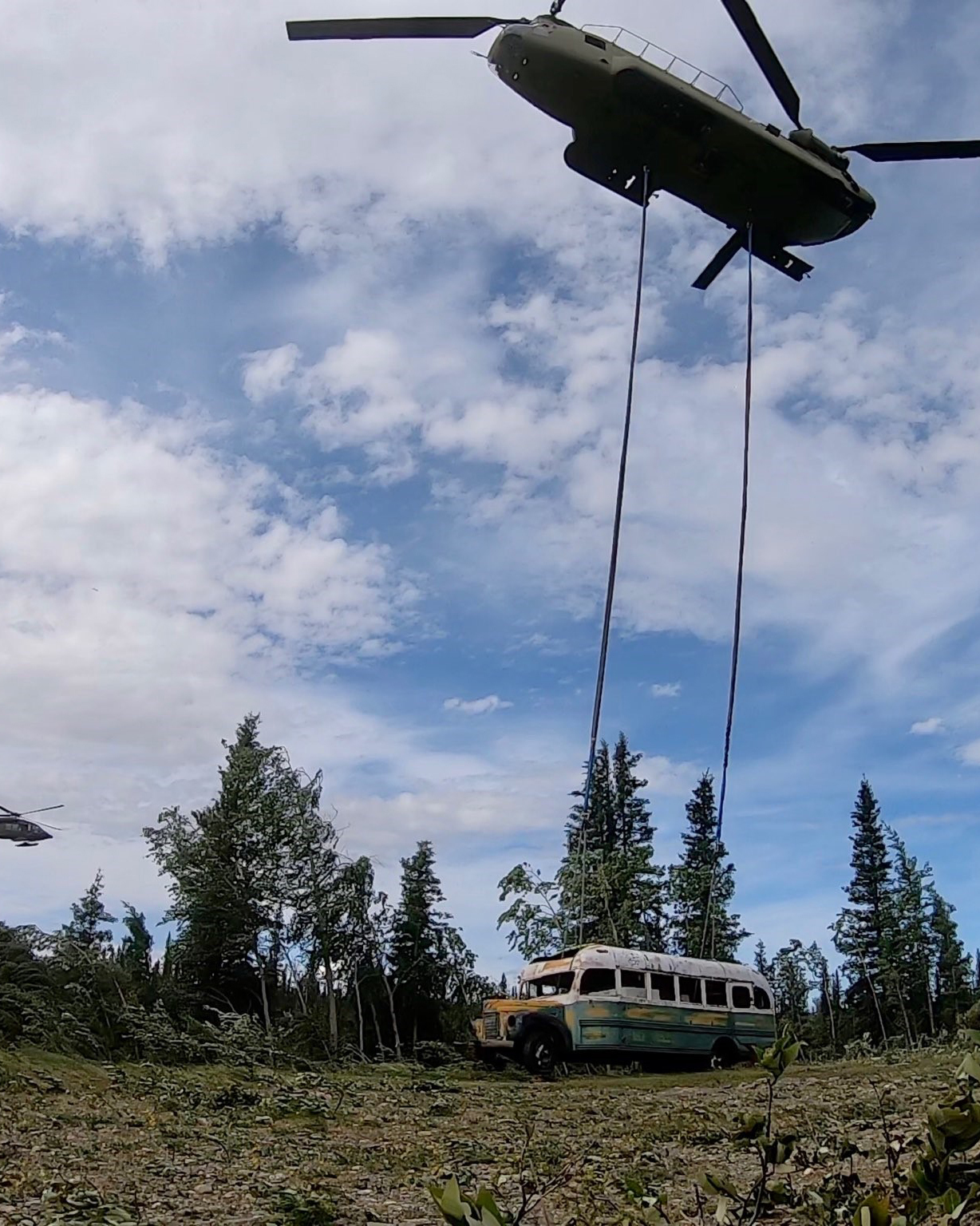
Rimozione del Bus nel 2020

## Emulazione
Dopo l'uscita del film nelle sale, grazie al successo ottenuto, molti avventurieri o semplici amanti della natura hanno emulato le gesta di McCandless ripercorrendo le tappe del suo viaggio. In un articolo di Francesco Semprini pubblicato su La Stampa del 2 luglio 2008 viene raccontata la mania dilagante negli Stati Uniti di molti pellegrinaggi alla vecchia carcassa dell'autobus del Fairbanks Transit System, per visitare il luogo dove Chris visse i suoi ultimi giorni e la lapide messa in sua memoria. Il giornalista paragona questo tipo di pellegrinaggio a quello che giornalmente accade alla tomba di Jim Morrison, al cimitero di Père-Lachaise di Parigi. L'autobus è stato rimosso dalle autorità dell'Alaska per motivi di sicurezza nel giugno del 2020.

## Colonna sonora

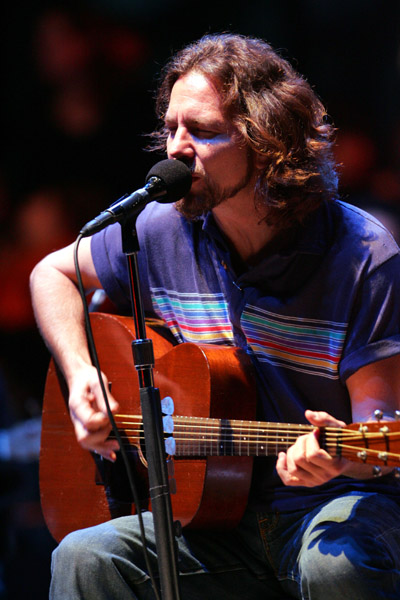
Eddie Vedder

La colonna sonora del film è composta da musiche e canzoni originali di Eddie Vedder, leader dei Pearl Jam, con pezzi alla chitarra eseguiti da Michael Brook e Kaki King. Penn e Vedder sono legati da un'amicizia nata ai tempi del film Dead Man Walking - Condannato a morte, in cui Penn era interprete e Vedder autore di due brani della colonna sonora, Face Of Love e Long Road. Nel 2001 vi è stata una seconda collaborazione: su richiesta di Penn, Vedder incide una cover di You've Got to Hide Your Love Away dei Beatles per la colonna sonora del film Mi chiamo Sam, di cui Penn è protagonista.
Guaranteed, brano principale della colonna sonora, ha vinto un Golden Globe per la migliore canzone originale nel 2008. La colonna sonora ha debuttato all'undicesimo posto della classifica di Billboard, vendendo 39 000 copie in una sola settimana.
In questo lavoro Vedder mette da parte il genere che per anni lo ha caratterizzato, il grunge, realizzando una colonna sonora melodica e strumentale con venature folk, avvalendosi di chitarra acustica ma anche di strumenti come il banjo e il mandolino.

## Distribuzione

### Data di uscita
Le date di uscita internazionali sono state:
- 21 settembre 2007 negli Stati Uniti (Into the Wild)
- 9 novembre 2007 nel Regno Unito (Into the Wild)
- 29 novembre 2007 in Australia (Into the Wild)
- 9 gennaio 2008 in Francia (En pleine nature)
- 25 gennaio 2008 in Italia (Into the Wild - Nelle terre selvagge) e Spagna (Hacia rutas salvajes)
- 31 gennaio 2008 in Germania (In die Wildnis - Allein nach Alaska)
- 20 febbraio 2008 in Argentina (Hacia rutas salvajes)
- 22 febbraio 2008 in Brasile (Na natureza selvagem)
- 7 marzo 2008 in Norvegia (Into the Wild)
- 4 aprile 2008 in Polonia (Wszystko za życie)
- 9 aprile 2008 in Turchia (Into the Wild)

## Accoglienza
Inizialmente commercializzato nel Nord America in sole 4 sale con un incasso di poco più di 212 000 dollari, dall'ottobre 2007 il film è stato distribuito in oltre 600 sale guadagnando nel primo week-end di programmazione oltre 2 000 000 di dollari e raggiungendo successivamente un incasso totale di 56 255 142 dollari. Il film si è classificato al 179º posto nella Top 250 dei film più apprezzati della storia del cinema secondo gli utenti del sito Internet Movie Database.
Into the Wild ha ricevuto ottime recensioni da parte della critica. I giudizi raccolti sul sito Rotten Tomatoes riportano l'83% di opinioni positive su un totale di 155. Il critico del Chicago Sun-Times Roger Ebert ha dato al film 4 stelle definendo il film affascinante ed elogiando la performance di Emile Hirsch, definendola come una interpretazione ipnotica e una grande prova d'attore, lodando inoltre il lavoro eseguito da Sean Penn.
L'American Film Institute ha inserito il film nella lista "AFI Movie of the Year" del 2007, inoltre il National Board of Review lo ha incluso tra i dieci film dell'anno. Sean Penn ha ricevuto attestati di stima anche da illustri colleghi, come Julian Schnabel che alla 64ª Mostra internazionale d'arte cinematografica di Venezia ha definito Into the Wild e il suo film Lo scafandro e la farfalla i due migliori film del 2007.
In Italia la pellicola è stata distribuita in 176 sale guadagnando nella prima settimana di programmazione 744 114 €, incassando un totale di 5055623 € e piazzandosi al 26º posto tra i film più visti della stagione 2007/2008. Buona è stata anche l'accoglienza della stampa italiana: La Repubblica ha assegnato al film 4 stelle. Sulle pagine del Corriere della Sera Paolo Mereghetti ha esaltato lo stile registico di Sean Penn, che a suo dire è riuscito a valorizzare la bellezza dei paesaggi ed ha analizzato a fondo ogni personaggio; il critico ha inoltre elogiato tutti gli interpreti della pellicola, definendoli straordinari.
(Paolo Mereghetti)

## Controversie
Alcune polemiche sono nate a causa della scena dello scuoiamento di un alce, il tutto ripreso in primo piano. Paolo Spicacci, rappresentante dell'ENPA nella commissione di revisione cinematografica del Ministero dei Beni Culturali, ha chiesto il taglio della scena, che a sua detta disturba la sensibilità di chi ama gli animali e lede la dignità degli animali stessi. Inizialmente la produzione ha tenuto a sottolineare che l'animale in questione non è stato ucciso espressamente per realizzare la scena, ma che è stato vittima di un incidente stradale (come dichiarato anche negli extra dell'edizione DVD), in seguito alle polemiche l'American Humaine Association ha certificato che l'animale in realtà non fosse vero.
Stupore ha destato l'esclusione del film dalla corsa agli Oscar 2008: esso infatti non è stato incluso nelle categorie più importanti, come miglior film, miglior regista, miglior attore protagonista e miglior colonna sonora, dovendo accontentarsi delle nomination per il miglior montaggio e il miglior attore non protagonista.

## Collegamenti ad altre pellicole
Nella storia del cinema molti film hanno affrontato il tema del rapporto tra uomo e natura selvaggia, come ad esempio Alive - Sopravvissuti, Un tranquillo weekend di paura e L'urlo dell'odio per citarne alcuni. È stato fatto un parallelismo tra la storia di Chris McCandless e quella di Timothy Treadwell, protagonista del documentario Grizzly Man di Werner Herzog. La storia di Chris McCandless è stata raccontata anche nel documentario The Call of the Wild, presentato al 56º Trento Film Festival, dove vengono raccolte le testimonianze delle persone che hanno avuto modo di conoscere Chris ricostruendone i reali avvenimenti. Il regista del documentario ha potuto ipotizzare una nuova teoria sulle vere cause della morte del ragazzo, che contraddicono gli scritti di Krakauer e la pellicola di Sean Penn. Per ironia della sorte le produzioni del documentario e del film si sono incrociate più volte.
Nel film c'è un riferimento al film di Sergio Leone Il buono, il brutto, il cattivo: Chris ha la locandina del film appesa nel suo appartamento di Atlanta.

## Riferimenti letterari
Molti hanno fatto un parallelismo tra Chris e Sal Paradise, il protagonista hobo del celeberrimo libro cult di Jack Kerouac Sulla strada. Jack London era uno degli scrittori a cui Chris faceva maggior riferimento arrivando a portare con sé durante la sua avventura Il richiamo della foresta, oltre a scritti come Felicità familiare di Lev Tolstoj, Walden ovvero Vita nei boschi di Henry David Thoreau,  Il risveglio della terra di Knut Hamsun e Il dottor Živago di Boris Pasternak; quest'ultimo fu trovato accanto al cadavere di Chris con varie annotazioni e pensieri scritti fra le sue pagine.
Nel film c'è un riferimento testuale al racconto La carne dell'orso di Primo Levi, edito nella collana ET di Einaudi all'interno di Primo Levi - Tutti i racconti. Precisamente al minuto 35 la voce narrante del protagonista ripercorre il seguente passo dal racconto sopracitato:

## Edizioni home video
Il film è uscito in versione per il noleggio il 16 aprile 2008. Il DVD del film è stato messo in vendita a partire dal 4 giugno 2008, distribuito dalla BiM Distribuzione e disponibile in versione 1 disco ed in un'edizione speciale a 2 dischi, che prevede oltre ai documentari anche un taccuino della Moleskine. Tra gli extra del DVD vi sono vari contenuti speciali come il diario di viaggio, intitolato Dal Colorado all'Alaska, della durata di 22 minuti, in cui viene documentata la produzione itinerante con vari commenti degli addetti ai lavori; inoltre il contenuto Un film. Un libro. Una vita. I protagonisti, della durata di 16 minuti, raccoglie i commenti e le testimonianze dei vari interpreti. La prima edizione in Blu-ray Disc è stata pubblicata in Francia il 16 luglio 2008.

## Riconoscimenti
- 2008 - Premio Oscar
  - Candidatura per il Miglior attore non protagonista a Hal Holbrook
  - Candidatura per il Miglior montaggio a Jay Cassidy
- 2008 - Golden Globe
  - Miglior canzone (Guaranteed) a Eddie Vedder
  - Candidatura per la Miglior colonna sonora a Michael Brook, Kaki King e Eddie Vedder
- 2008 - Broadcast Film Critics Association Award
  - Candidatura per il Miglior film
  - Candidatura per il Migliore regista a Sean Penn
  - Candidatura per il Miglior attore protagonista a Emile Hirsch
  - Candidatura per il Miglior attore non protagonista a Hal Holbrook
  - Candidatura per la Miglior attrice non protagonista a Catherine Keener
  - Candidatura per la Miglior sceneggiatore a Sean Penn
  - Candidatura per la Miglior canzone (Guaranteed) a Eddie Vedder
- 2007 - Chicago Film Critics Association Award
  - Candidatura per il Miglior film
  - Candidatura per la Miglior sceneggiatura non originale a Sean Penn
  - Candidatura per il Miglior attore non protagonista a Hal Holbrook
- 2005 - Los Angeles Film Critics Association Award
  - Candidatura per il Miglior attore non protagonista a Hal Holbrook
- 2007 - National Board of Review Award
  - Miglior performance rivelazione maschile a Emile Hirsch
- 2008 - David di Donatello
  - Candidatura per il Miglior film straniero

- 2007 - Satellite Award
  - Candidatura per la Miglior canzone (Rise) a Eddie Vedder
- 2008 - Screen Actors Guild Award
  - Candidatura per il Miglior cast
  - Candidatura per il Miglior attore protagonista a Emile Hirsch
  - Candidatura per il Miglior attore non protagonista a Hal Holbrook
  - Candidatura per la Miglior attrice non protagonista a Catherine Keener
- 2008 - Ciak d'oro
  - Miglior film straniero
- 2008 - Grammy Award
  - Candidatura per la Miglior canzone (Guaranteed) a Eddie Vedder
- 2008 - Palm Springs International Film Festival
  - Regista dell'anno a Sean Penn
  - Rising Star Award a Emile Hirsch
- 2007 - São Paulo International Film Festival
  - Miglior film straniero
- 2007 - Mill Valley Film Festival
  - Miglior attore protagonista a Emile Hirsch
- 2008 - Writers Guild of America Awards
  - Candidatura per la Migliore sceneggiatura non originale a Sean Penn
- 2009 - Premio César
  - Candidatura per il Miglior film straniero